# Gina Parody
Gina María Parody d'Echeona (Bogotá, 13 de novembro de 1973) é uma escritora, advogada e política colombiana. Foi membra da Câmara dos Representantes entre 2002 e 2006 e senadora entre 2006 e 2009. Entre 2013 e 2014, foi diretora do Serviço Nacional de Aprendizagem (SENA) e ministra da Educação, entre 2014 e 2016, ambos no governo do presidente Juan Manuel Santos.

## Vida pessoal e formação acadêmica
Gina María Parody d'Echeona nasceu em 13 de novembro de 1973, em Bogotá, departamento de Cundinamarca, na Colômbia.
Completou seus estudos superiores na Pontifícia Universidade Javeriana, obtendo uma licenciatura em direito e, depois, se formou como especialista em resolução de conflitos na mesma universidade.
Em 2008, fez uma especialização virtual em gestão de cidades do século XXI na Universidade Aberta da Catalunha. Também fez cursos sobre "recuperação de ganhos de capital como ferramenta para o desenvolvimento e regularização de assentamentos informais" no Lincoln Institute of Land Policy.
Em 28 de agosto de 2014, a ministra do Turismo, Indústria e Comércio da Colômbia, Cecilia Álvarez Correa, tornou pública a relação entre elas.

## Carreira política

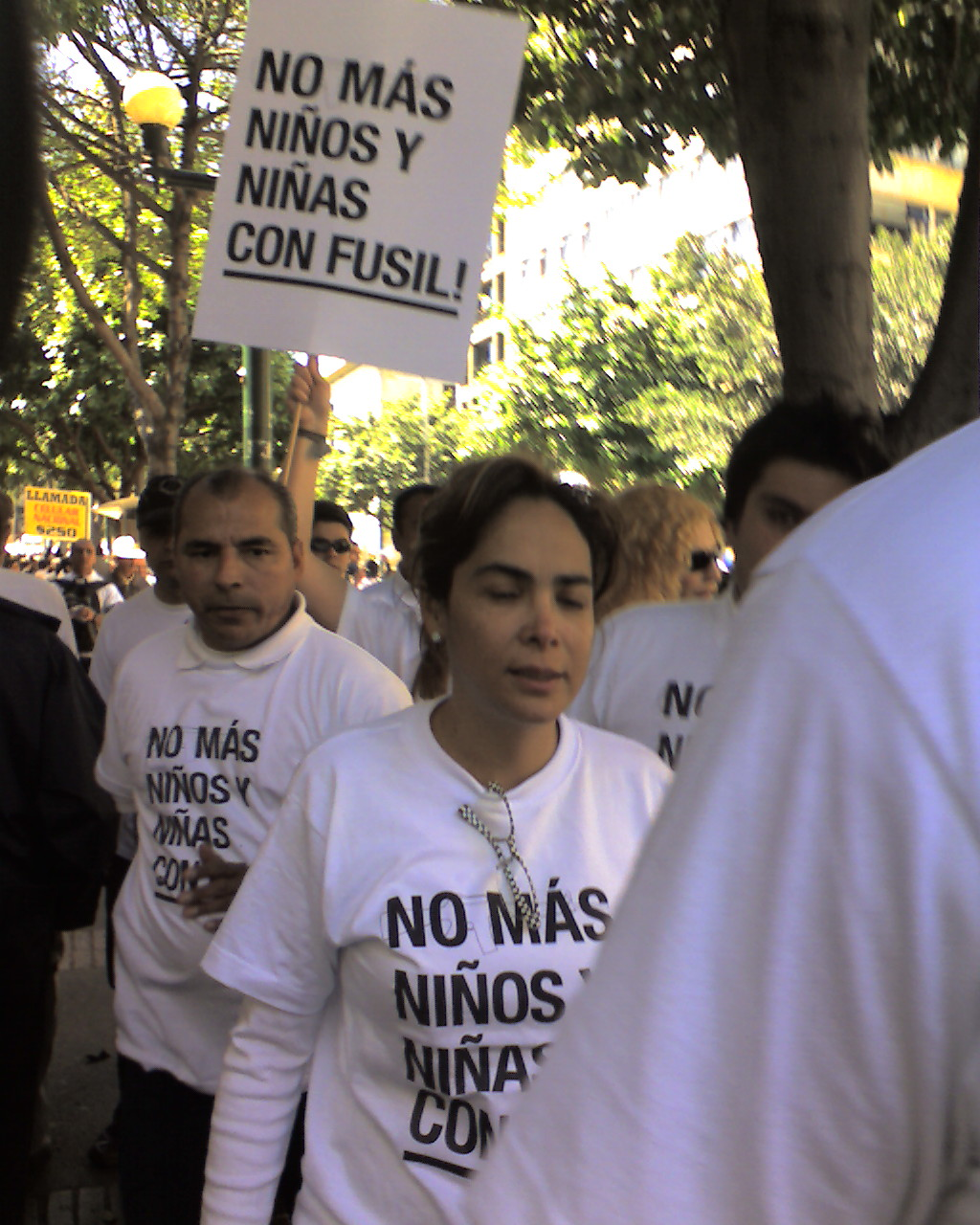
Durante passeata "No más niñas y niños con fusil", em 2008.

### Câmara dos Representantes
Nas eleições legislativas de 2002, foi eleita membra da Câmara dos Representantes pelo partido Cambio Radical com 71 891 votos. Se destacou por sua defesa da política do presidente Álvaro Uribe. Foi eleita presidente da Primeira Comissão. Seu mandato foi entre 20 de julho de 2002 e 19 de julho de 2006.

### Senado da República
Nas eleições legislativas de 2006, se juntou ao Partido Social de Unidade Nacional e foi eleita para o Senado da República com 87 297 votos. Iniciou o mandato em 20 de julho de 2006, mas em janeiro de 2009, anunciou que estava renunciando a seu assento no Senado. Se assento no Senado foi assumido por Marcos Cortés. Especulou-se que a renúncia da senadora estava ligada a votação, na Primeira Comissão do Senado, da reeleição do presidente Álvaro Uribe, já que o partido havia fechado questão em torno da votação para permitir a reeleição do presidente. Ela também deixou o partido.

### Candidatura para a prefeitura de Bogotá
Em maio de 2011, anunciou sua candidatura a prefeita de Bogotá. Por ter se candidatado sem o apoio de nenhum partido político, coletou assinaturas para concorrer como afiliada do movimento cidadão. Perdeu as eleições para o candidato Gustavo Petro.

### Alta Conselheira de Bogotá
Pouco mais de ano após perder as eleições para a prefeitura de Bogotá, o presidente Juan Manuel Santos, nomeou-a para o cargo de Alta Conselheira para Assuntos de Bogotá, assessorando o presidente em questões relacionadas à capital, especialmente com os ministérios e, sobretudo, com o Ministério dos Transportes.

### Serviço Nacional de Aprendizagem
Em 6 de março de 2013, foi nomeada pelo presidente Juan Manuel Santos para assumir a direção-geral do Serviço Nacional de Aprendizagem (SENA). Deixou o cargo em 20 de agosto de 2014 para apoiar a campanha de reeleição do presidente. Durante a sua passagem pelo SENA, enfrentou várias manifestações de estudantes, graduados e funcionários que rejeitaram suas ações sob o argumento de que buscava a privatização da entidade.

### Ministério da Educação
Em 20 de agosto de 2014, foi nomeada nova ministra da Educação pelo presidente Juan Manuel Santos, substituindo María Fernanda Campo Saavedra. Renunciou ao cargo, em 4 de outubro de 2016, logo após o referendo do processo de paz colombiano ter sido votado como "Não".
Acredita-se que o motivo tenha relação com livros escolares de educação sexual chamados "Ambientes Escolares Livres de Discriminação" (Ambientes Escolares Libres de Discriminación) que foram acusados de promover a homossexualidade e a ideologia de gênero. O ex-presidente Álvaro Uribe e o ex-inspetor-geral Alejandro Ordóñez aderiram à campanha contra os referidos livros escolares, mesmo quando esta abordagem para educação sexual foi usada durante o próprio governo de Uribe.

### Após o ministério
Em abril de 2019, o Ministério Público colombiano solicitou a reabertura da investigação que estava sendo realizada contra Gina Parody e sua companheira, Cecilia Álvarez, em função de um suposto conflito de interesses devido à assinatura de um documento do Conselho Nacional de Política Econômica e Social (CONPES; Consejo Nacional de Política Económica y Social) que permitia adicionar um contrato com a empresa Odebrecht (hoje Novonor).

## Livros publicados
- Mujer amurallada (2021), Ediciones B, ISBN 978-9-58-512129-4